# Godepert
Godepert (o Godebert; vers 645 – Pavia 662) fou rei dels longobards i rei d'Itàlia (661-662).

## Biografia
L'any 661, després de la mort d'Aripert I i d'acord amb la seva voluntat, els seus dos fills, Perctarit (Pertari o Bertari) i Godepert van ser designats successors conjunts sobre el tron llombard. El regne va ser bipartit (cas era únic en la història dels longobards, però habitual, per exemple, entre els seus veïns francs); Godepert va triar com la seva capital a Pavia, mentre que el seu germà es va instal·lar a Milà.
Entre els dos germans es va obrir immediatament un conflicte civil, i Godepert va demanar a través del duc de Torí, Garibald, l'ajuda del duc de Benevent, Grimwald o Grimuald o Grimoald, que va arribar amb tropes procedents no només del seu ducat, sinó també dels de Spoleto i de Túscia (662). Arribat a Pavia, el duc, instigat per Garibald, va matar el rei i va ocupar el tron.